# جيمس روبنسون (كاتب بريطاني)
جيمس روبنسون (بالإنجليزية: James Robinson)‏ هو كاتب خيال علمي وكاتب سيناريو بريطاني، ولد في 1 أبريل 1963 في مانشستر في المملكة المتحدة.

## وصلات خارجية
- جيمس روبنسون على موقع IMDb (الإنجليزية)
- جيمس روبنسون على موقع أول موفي (الإنجليزية)
- جيمس روبنسون على موقع قاعدة بيانات الفيلم (الإنجليزية)